# Лептура червоноспинкова
Тонкохвістка персиста (лат. Leptura thoracica Creutzer, 1799 = Macroleptura thoracica (Creutzer, 1799) = Stenelytrana thoracica (Creutzer) Pesarini & Sabadini, 1994 = Strangalia thoracica (Creutzer) Mulsant, 1863) — рід жуків з родини Скрипунових.

## Поширення
У хорологічному плані L. thoracica – вид транспалеарктичної групи видів, який належить до палеарктичного зоогеографічного комплексу. Ареал охоплює всю Європу від Фінляндії і Балкан до Китаю, Монголії та Японії.

## Екологія
У Карпатах – дуже рідкісний вид, який потребує особливих заходів охорони. Характерними біотопами для нього є букові та дубові праліси в Закарпатті і, можливо, на Передкарпатті. Літ триває з червня до липня. Личинка розвивається у деревині листяних порід, а також, дуже рідко, в хвойних. 

## Морфологія

### Імаго
Жук середніх розмірів 18-22 мм. Тіло кремезне, відносно широке. Загальне забарвлення – чорне, і лише передньоспинка червоного або буро-червоного кольорів – у самок. Зрідка надкрила також можуть бути буро-червоного забарвлення. У самців надкрила яскраво-червоного кольору. Основа та вершина передньоспинки переважно чорного кольору. Ноги чорні.

## Життєвий цикл
Життєвий цикл триває 3-4 роки.